# Władysław Karasiak
Władysław Karasiak (ur. 8 stycznia 1899 w Łodzi, zm. 11 sierpnia 1976 tamże) – polski piłkarz występujący na pozycji obrońcy, reprezentant Polski w latach 1924–1934.

## Życiorys
Karasiak, mimo że grał w kilku łódzkich klubach, kojarzony jest głównie z ŁKS. Choć nie miał pewnego miejsca w reprezentacji w swoim czasie uchodził za jednego z najlepszych polskich obrońców. Ceniono go zwłaszcza za sportową długowieczność - w ŁKS grał do 1939.
W reprezentacji debiutował w 1924 w meczu z Turcją, ostatni raz zagrał ponad dziesięć lat później. Łącznie w biało-czerwonych barwach rozegrał 12 oficjalnych spotkań.
W 1934 roku wraz z Antonim Gałeckim prowadził pierwszoligowy ŁKS Łódź.
Uchwałą Prezydium Krajowej Rady Narodowej z 8 czerwca 1946 na wniosek Komitetu Centralnego Organizacji Młodzieży T.U.R. został odznaczony Srebrnym Krzyżem Zasługi.
Został pochowany na cmentarzu Doły w Łodzi (kwatera XXXI-20-1).